# 971

## Evenimente
- Bătălia de la Durostorum (Silistra). Confruntare militară între Imperiul Bizantin conduși de Ioan I Tzimiskes și forțele Rusiei kievene, încheiată cu victoria bizantinilor.

## Nașteri
- dată necunoscută: Constantin al III-lea al Scoției  (d. 997)
- dată necunoscută: Henric de Speyer  (d. 1000)

## Decese
- Al-Khazin, 60 ani, astronom și matematician persan din Khorasan (n. 900)